# Протесты в Эквадоре (2019)
Протесты в Эквадоре в 2019 году — протесты и беспорядки из-за отмены субсидий на топливо и мер жёсткой экономии, принятых президентом Эквадора Ленином Морено и его администрацией.

## Предыстория
Президент Эквадора Ленин Морено был избран в 2017 году благодаря обещанию своего альянса ПАИС следовать левой экономической политике бывшего президента (а ныне работника испаноязычного отделения Russia Today) Рафаэля Корреа, которая преобразовала Эквадор в результате Гражданской революции. Корреа разработал масштабные программы социального обеспечения, сумел сократить масштабы бедности и повысить средний уровень жизни в Эквадоре. В то время Морено считался хранителем идей социализма в XXI веке в стране. Тем не менее, после своего избрания на должность Морено сместил позицию Альянса PAIS в большей степени вправо посредством процесса «де-Correaization», отменившего многое из политики Корреа, отказавшись от альтерглобалистского альянса ALBA в пользу более тесных связей с США и проводя неолиберальную экономическую политику, отчуждающую как бывшего президента Корреа, так и значительный процент сторонников собственной партии. Экономическая политика Морено оказалась очень непопулярной среди граждан Эквадора, что привело к падению его рейтингов одобрения с 70 % в 2017 году до менее чем 30 % в 2019 году. Было принято решение об отмене топливной субсидии, которая до этого момента обеспечивала доступный бензин и дизельное топливо для граждан Эквадора. Это привело в ярость некоторые слои эквадорского общества, что вызвало начало протестного движения.

## Протесты

### Начало
Протесты начались 3 октября 2019 года, когда водители такси, автобусов и грузовиков вышли в знак протеста против запланированной отмены топливной субсидии. Вскоре после этого к протестам присоединились группы коренных народов, а также студенты университетов и профсоюзы. Протестующие объявили о своём намерении провести бессрочную всеобщую забастовку, которая продлится до тех пор, пока правительство не отменит своё решение.
Президент Морено объявил чрезвычайное положение 4 октября 2019 года на фоне общенациональных протестов против повышения цен на топливо. Протесты нанесли ущерб транспортной сети страны, поскольку все основные дороги и мосты были перекрыты в столице Кито.
Вскоре после этого президент Ленин Морено категорически отказался обсуждать потенциальную отмену решения об отмене топливных субсидий, заявив, что он «не будет вести переговоры с преступниками», что вызвало столкновения между Национальной полицией Эквадора и протестующими, которые пытались ворваться в дворец Каронделет в Кито.
7 октября правительство Эквадора развернуло вооружённые силы, чтобы заставить протестующих освободить более 50 военнослужащих, которые были взяты в плен группами коренного населения.

### Переезд правительства
8 октября президент Морено заявил, что его правительство переехало в прибрежный город Гуаякиль после того, как антиправительственные демонстранты захватили Кито, в том числе дворец Каронделет. В тот же день президент Морено обвинил своего предшественника Рафаэля Корреа в организации государственного переворота с помощью венесуэльского лидера Николаса Мадуро, в свою очередь Корреа эти обвинения отверг. Позже в тот же день была прекращена добыча нефти на нефтяном месторождении Сача, где добывалось 10 % нефти в стране, после того, как оно было занято протестующими. Демонстранты также захватили ретрансляционные антенны, что вынудило государственное телевидение и радио отключиться в некоторых частях страны. Протестующие представители коренных народов заблокировали большинство основных дорог Эквадора, полностью перерезав транспортные маршруты в город Куэнка. Бывший президент Рафаэль Корреа заявил, что президент Морено «завершён», и призвал к досрочным выборам.
9 октября демонстранты сумели ненадолго ворваться в Национальное собрание Эквадора и оккупировать его, а затем были изгнаны полицией с использованием слезоточивого газа. Ожесточённые столкновения вспыхнули между демонстрантами и полицейскими силами, поскольку протесты продолжали распространяться. Морено заявил, что он отказался бы уйти в отставку при любых обстоятельствах и ввёл комендантский час.

### Парализация государства
10 октября Эквадор оказался парализованным, когда тысячи демонстрантов прошли маршем и скандировали требования о возврате топливной субсидии и отставке президента Морено. Группы коренных народов основали штаб-квартиру в культурном центре в Кито. Демонстранты захватили 10 полицейских, после чего заставили их снять своё снаряжение и взять с собой гроб мёртвого протестующего из числа коренного населения. В Casa de la Cultura Ecuatoriana, где протестующие сделали свой штаб, захваченные были выставлены напоказ. Вскоре после этого правоохранители были отпущены.
Первоначально столкновения вспыхнули после того, как демонстранты встретили полицию, которая пыталась разогнать их с помощью слезоточивого газа. В ответ демонстранты бросали камни, коктейли Молотова и запускали фейерверки в конных офицеров полиции, направленных для их разгона. Министерство энергетики сообщило, что магистральный нефтепровод страны прекратил свою деятельность после захвата местными демонстрантами.
Протестующие из числа коренных народов обвинили частные средства массовой информации страны в игнорировании сообщений о жестокости полиции и потребовали, чтобы они транслировали заявление, сделанное демонстрантами, в прямом эфире. По крайней мере три частных вещателя выполнили требование и в прямом эфире зачитали декларации, в которой лидер протеста Хайме Варгас призвал к новым протестам в выходные и пригрозил «радикализировать протесты с большей силой», если президент страны продолжит «играть» с коренным населением страны.

### Призыв к переговорам
Конфедерация коренных народов Эквадора (ККНЭ) перечислила три требования для начала диалога с Морено. В них вошли: увольнение министров правительства и обороны, отмена указа о субсидиях на газ и просьба к правительству «взять на себя ответственность» за гибель людей во время протестов. 11 октября Морено заявил, что «страна должна обрести спокойствие… давайте сядем и поговорим». В ответ ККНЭ вычеркнули из ультиматума для начала диалога требование о возврате нефтяных субсидий.

### Отмена чрезвычайного положения
14 октября 2019 года начальник объединённого командования ВС Эквадора генерал Роке Морейра сообщил, что правительство Эквадора отменило режим чрезвычайного положения во всей стране и комендантский час в столице Кито после того, как был отозван президентский указ об аннулировании субсидий на топливо, который спровоцировал массовые протесты в республике.